# Guilhermina Araújo
Guilhermina L. dos Santos de Araújo, Kampfname Bimali, ist eine portugiesisch-osttimoresische Unabhängigkeitsaktivistin.
Guilhermina dos Santos stammt aus Portugal. Wie ihr Mann, der Timorese Abílio Araújo, studierte sie Volkswirtschaft. Beide lebten im Casa dos Timores, einem Treffpunkt linksradikaler Osttimoresen und Unabhängigkeitsbefürworter Portugiesisch-Timors. Im September 1974 ging das Paar in die Heimat von Abílio zurück, wo die beiden wichtige Mitglieder der FRETILIN wurden. Abílio erhielt die Verantwortung für das Pilotprojekt Nr. 1 in Aissirimou, mit dem politische Basisarbeit bei der Bevölkerung geleistet werden sollte. Guilhermina arbeitete mit Maria Isabel Barreto, der Frau des Chefe de Suco zusammen. Im Dezember 1974 ging Guilhermina nach Portugal zurück. Ihr Mann folgte Anfang Januar 1975. So entgingen sie der indonesischen Invasion am 7. Dezember 1975. Nach der Ausrufung der Unabhängigkeit von Osttimor zuvor am 28. November, war Guilhermina noch zur Vizeministerin für Auswärtige Angelegenheiten ernannt worden. Abílio wurde Chef der FRETILIN-Delegation im Ausland. Guilhermina blieb zudem Mitglied des Zentralkomitees der FRETILIN. 1993 kam es aber zum Bruch mit der FRETILIN.